# Murat Saygıner
Murat Saygıner (* 28. února 1989, Praha) je turecký vizionářský umělec, který pracuje v oblasti fotografie a počítačové grafiky, je také známý jako digitální umělec. Ovlivňují jej směry jako surrealismus nebo vizionářské umění.

## Mládí
Narodil se v Praze v roce 1989, studoval v Paříži, vystudoval střední školu Lycee Charles De Gaulle v Ankaře. Fotografií se začal zabývat v roce 2007 a získal několik mezinárodních ocenění. V roce 2008 byly jeho práce vybrány pro výstavu IPA Best of Show v New Yorku. V současné době studuje na Istanbul Bilgi University a žije v Istanbulu.

## Ocenění
- Pilsner Urquell International Photography Awards 2009
  - 3. místo - Editorial - Personality
  - 3. místo - Fine Art - Collage

- PX3 Prix de la Photographie Paris 2009
  - 1. místo - Advertising - Music
  - 3. místo - Fine Art - Digitally Enhanced

- Trierenberg Super Circuit 2009
  - Goldmedal - Painted With Light - Special Themes

- Photography Masters Cup International Color Awards 2008
  - Nominee - Fine Art [1]
  - Nominee - People [2]
  - Nominee - Portrait [3]

- Pilsner Urquell International Photography Awards 2008 [4]
  - 1. místo - Editorial - Personality [5]
  - 1. místo - Advertising - Music [6]
  - 3. místo - Advertising - Other [7]
  - 3. místo - Special - Digitally Enhanced [8]

## Výstavy
- 2008 říjen - 'IPA BEST OF SHOW', Splashlight Studios, SOHO Gallery, New York
- 2010 listopad - prosinec - 'COLORS OF LIFE', Embassy of Guatemala, Washington DC
- 2011 leden - březen - 'COLORS OF LIFE', Capital One Corporate Gallery, Richmond, VA
- 2011 duben - květen - 'COLORS OF LIFE', Art Works, Richmond, VA

## Galerie

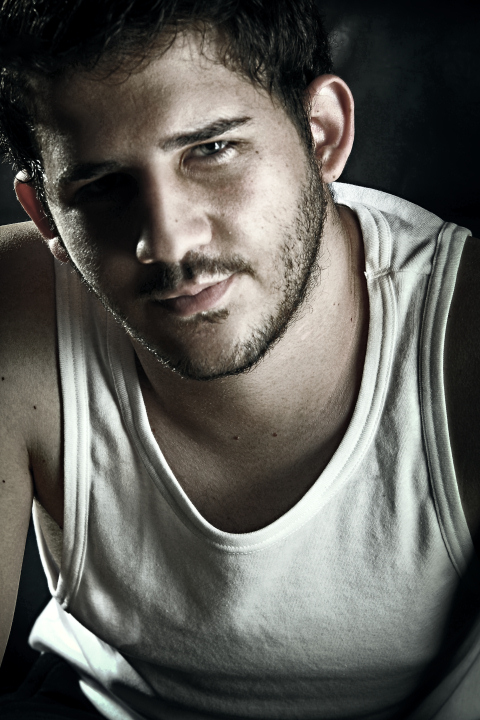
Autoportrét
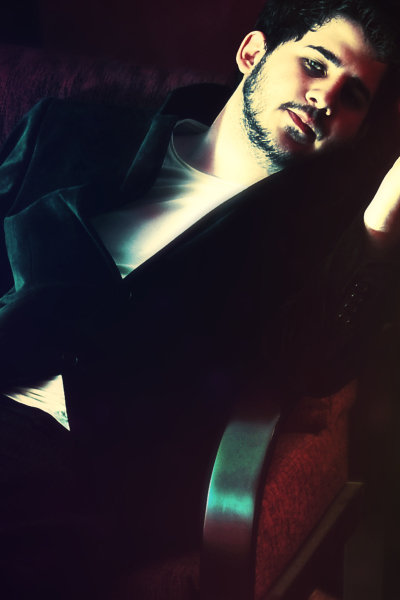
Autoportrét